# Samostan Ottobeuren
Samostan Ottobeuren je benediktinska opatija v kraju Ottobeuren na Zgornjem Švabskem. Kompleks stavb, znan tudi kot Švabski Escorial, spada v Augsburško škofijo. Opatija pripada bavarski benediktinski kongregaciji.

## Zgodovina
Posvečena svetnikom Aleksandru Rimskemu in Teodorju iz Amaseje, je samostan leta 764 ustanovil alemanski plemič Silach, leta 972 pa ga je cesar Oton I. Veliki imenoval za cesarsko opatijo.
Včasih je bil podrejen škofu iz Augsburga, razcvet meniške skupnosti se je začel v času cerkvene reforme. Opat Adalbert (1050–1069) je postal samostanski vodja v St. Emmeramu v Regensburgu, samostanu William von Hirsau (1069-1091), samostanska reforma v Ottobeurenu je sledila iz sv. Blasien, z opatom Rupertom I. (1102-1145), nato se je v Ottobeuren preselila reforma Hirsau Georgener. Iz Ottobeurena je meniška reforma prišla do Ellwangena in Marienberga (na Južnem Tirolskem), slednja je na novo vzpostavila, kar je zaporedoma postalo samostojna opatija.
Ottobeuren se je v 12. stoletju približal papežu in monarhiji. V 13. stoletju se je samostan razvil v cesarsko opatijo, ki jo je leta 1624 potrdil Reichskammergericht. Samostanu je pripadalo tudi 27 vasi v okolici. Podrejenost Ottobeurena augsburškemu škofu in notranji propad je samostan v poznem srednjem veku pripeljal v težko stanje.
Reformacija je obšla Ottobeuren, mogočni baročni samostanski kompleks s samostansko cerkvijo, ki je eno glavnih del evropskega baroka, kaže gospodarski pomen samostana.
Samostan je bil razpuščen leta 1802 v času sekularizacije. Osemnajst od oseminštirideset menihov je lahko ostalo v Ottobeurenu. Leta 1835 je bil samostan obnovljen kot samostan cerkve sv. Štefana v Augsburgu, leta 1918 pa je ponovno postal samostojna opatija.
Od januarja 1945 do konca druge svetovne vojne je v samostanu Ottobeuren bival Georg Schreiber (rojen 5. januarja 1882 v Rüdershausnu v Duderstadtu, † 24. februarja 1963 v Münstru, je bil nemški politik in cerkveni zgodovinar. Bil je poslanec v Weimarski republiki v nemškem Reichstagu, kateremu je pripadal do leta 1933. Bil je tudi profesor v Regensburgu in Münstru).
Od leta 1946 do 1975 je v prostorih samostana delovala progimnazija (od 5. do 10. razreda) v obliki fantovskega internata: Collegium Rupertinum.

## Bazilika sv. Aleksandra in Teodorja
Poznobaročno baziliko so leta 1737 do 1766 zgradili Simpert Kraemer (do 1748) in Johann Michael Fischer, posvečena je sv. Aleksandru in sv. Teodorju. Gradnja je potekala v času vladavine opatov Ruperta Nessa in Anselma Erba. Bogata oprema vključuje kupolne in stropne freske ter oltarne slike bratrancev Johanna Jakoba in Franza Antona Zeillerja iz Tirolske, štuk figure Johanna Josepha Christiana, štukature Johanna Michaela Feuchtmayerja mlajšega. Skoraj nespremenjene so dvoje znanih baročnih orgel Karla Josepha Rieppa: štirimanualne orgle s 47 registri in dvomanualne orgle s 27 registri, oboje s francoskim zvokom. Korne klopi so Martina Hermana (mizarstvo) in Johanna Josepha Christiana (reliefi) in veljajo za ene najlepših v južnem nemškem baroku. V središču cerkve je romansko razpelo (iz okoli 1220). Nenavadna je usmeritev cerkve sever-jug zaradi njene lege v celotnem kompleksu, in ima tloris v obliki križa. Leta 1926 je samostansko cerkev papež Pij XI. dvignil v manjšo baziliko.

## Samostanska stavba
Celotna stavba je razporejen od 142 do 128 metrov oziroma 33 do 29 okenskih osi. Baročne samostanske zgradbe so delno dostopne v sklopu samostanskega muzeja. Reprezentančna cesarska in druge dvorane, s svojo bogato opremo, dokazujejo materialno bogastvo, politično moč in s tem povezano potrebo po predstavljanju cesarske opatije. Intimna gledališka dvorana je dokaz kulturnega razcveta Ottobeurena v obdobju baroka.
Posebej pomembna je samostanska knjižnica, ki izvira iz obdobja ustanovitve samostana. Novo zgrajena v 18. stoletju je pomemben del celotnega umetniškega dela samostanske arhitekture s čudovitimi stropnimi poslikavami Eliasa Zobela, štukaturnimi stropi Johanna Baptista Zimmermanna in homogenega baročnega notranjega oblikovanja. V knjižnici je poleg mnogih srednjeveških rokopisov, na stotine inkunabul in zgodnjih okoli 15.000 listov odtisov, vezanih v usnje.

## Dogodki
Na pobudo Ernsta Fritza Schmida sta samostanska cerkev in cesarska dvorana gostili klasične koncerte v seriji Ottobeurer Konzerte od leta 1945, včasih tudi s svetovno znanimi dirigenti kot so Herbert von Karajan in Leonard Bernstein. Do leta 2014, vsako soboto popoldan ob 16. uri, od maja do oktobra, v baziliki poteka orgelski koncert na znamenitih Rieppovih orglah in velikih Marijinih orglah. Koncerte je začel organizirati memmingenski organist Adalbert Meier kot dobrodelne koncerte v korist Nemške organizacije za pomoč pripornikom (DAHW). V zadnjih 45 letih je bilo z donacijami zbranih približno 3 milijone evrov. Od leta 2015 potekajo orgelski koncerti v izbranih sobotah, ki jih organizira župnija sv. Aleksandra in Teodor Ottobeuren. Za večino koncertov je vstop prost in prostovoljno darovanje gre za ohranitev orgel.